# Luziola
Luziola Juss. é um género botânico pertencente à família Poaceae.

## Sinônimos
- Arrozia Kunth (SUS)
- Caryochloa Trin.
- Hydrochloa P.Beauv.